# Kishni
Kishni är en ort i Indien.   Den ligger i distriktet Mainpuri och delstaten Uttar Pradesh, i den centrala delen av landet, 270 km sydost om huvudstaden New Delhi. Kishni ligger 157 meter över havet och antalet invånare är 9 852.
Terrängen runt Kishni är mycket platt. Runt Kishni är det tätbefolkat, med 683 invånare per kvadratkilometer. Närmaste större samhälle är Azīzpur, 6,7 km sydväst om Kishni. Trakten runt Kishni består till största delen av jordbruksmark.